# Ґроніти
Ґроніти (пол. Gronity, нім. Gronitten) — село в Польщі, у гміні Ґетшвалд Ольштинського повіту Вармінсько-Мазурського воєводства.
Населення — 491 особа (2011).

## Демографія
Демографічна структура станом на 31 березня 2011 року:
|          | Загалом | Допрацездатний вік | Працездатний вік | Постпрацездатний вік |
| -------- | ------- | ------------------ | ---------------- | -------------------- |
| Чоловіки | 242     | 67                 | 163              | 12                   |
| Жінки    | 249     | 59                 | 160              | 30                   |
| Разом    | 491     | 126                | 323              | 42                   |